# 烹屍之喪盡天良
《烹屍之喪盡天良》（英語：Human Pork Chop）2001年上映的香港三级片，本片由Hello Kitty藏屍案中改篇，导演及監製為陳志舜，主演黎耀祥、關寶慧、李蕙敏、羅蘭、葉世榮。

## 背景及製作
本片和人頭豆腐湯同一時侯上映，兩片也為競爭對手。本片籌備到拍攝到後期製作是經過不足一個月，本片因有粗俗語言、色情及血腥片段，本片上映時被列為第III級，只准18歲或以上人士觀看。

## 故事簡介
此電影和人頭豆腐湯一樣，也是以倒敘方式呈現，威sir（莫家堯飾）率領警員到案發現場調查，故事講述任職舞女的李樂思（關寶慧飾）賣淫維生，並有一名男友（黃志宏飾），有一天，李思因每次接客也失敗，根本沒辦法給陳宏學（黎耀祥飾）房租，她急需用錢，並偷偷的取去陳宏學的存款，陳宏學知悉後十分憤怒，帶著楊祖輝（葉世榮飾）和張偉基（梁焯滿飾演）一起追殺李樂思，幾人見追殺也沒用，幾人決定綁架並禁錮李思，李思被他們施虐至重傷。一次，李樂思不知道陳宏學的白粉混了樟腦丸，吃了下去，然后並慢慢死亡。幾人聚集在一起，互相推社責任，陳宏學提議將Grace的遺體肢解及棄置，幾人喪盡天良的把頭顱放進鍋子裡煮成人頭豆腐湯，並叫上楊祖輝及張偉基喝掉它，將頭顱藏在吉蒂貓洋娃娃內，這時，有份聚集的Gigi（陳秀如飾），因感到悔疚和恐懼，她決定到警署自首，並把所有東西都跟警方說了，最后陳宏學、楊祖輝及張偉基被判終身監禁，Gigi因自首，並因她的指証有功而被法院特赦。

## 演員
| 角色   | 演員   | 粵語配音 | 備註                                                               |
| ------ | ------ | -------- | ------------------------------------------------------------------ |
| 陳宏學 | 黎耀祥 | 黎耀祥   | 黑幫老大，該案第一被告                                             |
| 李樂思 | 關寶慧 | 關寶慧   | 該案死者                                                           |
| 燕姐   | 李蕙敏 | 陸惠玲   | 陳宏學之妻，李樂思之好友                                           |
|        | 羅蘭   | 羅蘭     | 李樂思外婆                                                         |
| 楊祖輝 | 葉世榮 | 陳欣     | 陳宏學好友，該案第三被告                                           |
| 張偉基 | 梁焯滿 | 黃志成   | 陳宏學好友，該案第四被告                                           |
| Gigi   | 陳秀如 |          | 張偉基的女友，該案第二被告，但因自首，並因她的指証有功而被法院特效 |
| 威sir  | 莫家堯 | 陳欣     | 該案警員                                                           |
|        | 呂珊   | 黃鳳英   | 威sir下屬                                                          |